# Juan Ramón Carrasco
Pour les articles homonymes, voir Carrasco.
Juan Ramón Carrasco Torres (né le 15 septembre 1956 à Sarandí del Yí en Uruguay) est un ancien joueur et désormais entraîneur de football uruguayen.

## Palmarès
Club Nacional de Football
- Championnat d'Uruguay :
  - Vainqueur : 1977.

 Club Atlético River Plate
- Championnat d'Argentine :
  - Vainqueur : 1979 (Métropolitain), 1979 (National), 1980 (Métropolitain).